# راچل البک جیدران
راچل البک جیدران (عبری: רחל אלבק-גדרון‎؛ زادهٔ ۱۹۶۰) پژوهشگر میان‌رشته‌ای عبری و ادبیات تطبیقی، فلسفه و هنر اهل اسرائیل است.